# Rue du Parc (Liège)
Pour les articles homonymes, voir Rue du Parc.
La rue du Parc est une rue de la ville belge de Liège faisant partie du quartier administratif du Longdoz et longeant le parc de la Boverie.

## Odonymie
Le nom de la rue se réfère au parc de la Boverie qui s"étend sur une bonne partie du côté ouest de la rue. Le lieu autrefois champêtre et appelé En Soheid a été profondément modifié à la suite des importants travaux de la Dérivation entrepris au début du XXe siècle et à la création de la rue sous sa forme actuelle en 1905.

## Localisation
Cette artère plate d'une longueur d'environ 450 m applique un sens unique de circulation automobile sur deux bandes du pont Albert Ier franchissant la Meuse en direction du pont des Vennes sur la Dérivation. Il est à noter que la circulation automobile dans le sens opposé se fait par le tunnel sous la Dérivation.

## Description
La rue compte une quarantaine d'immeubles d'habitation implantés uniquement du côté est. Tous ces immeubles ont donc une façade avec vue sur le parc de la Boverie.
Les immeubles les plus anciens se situent dans la partie sud de la rue (à partir du no 37).

## Architecture

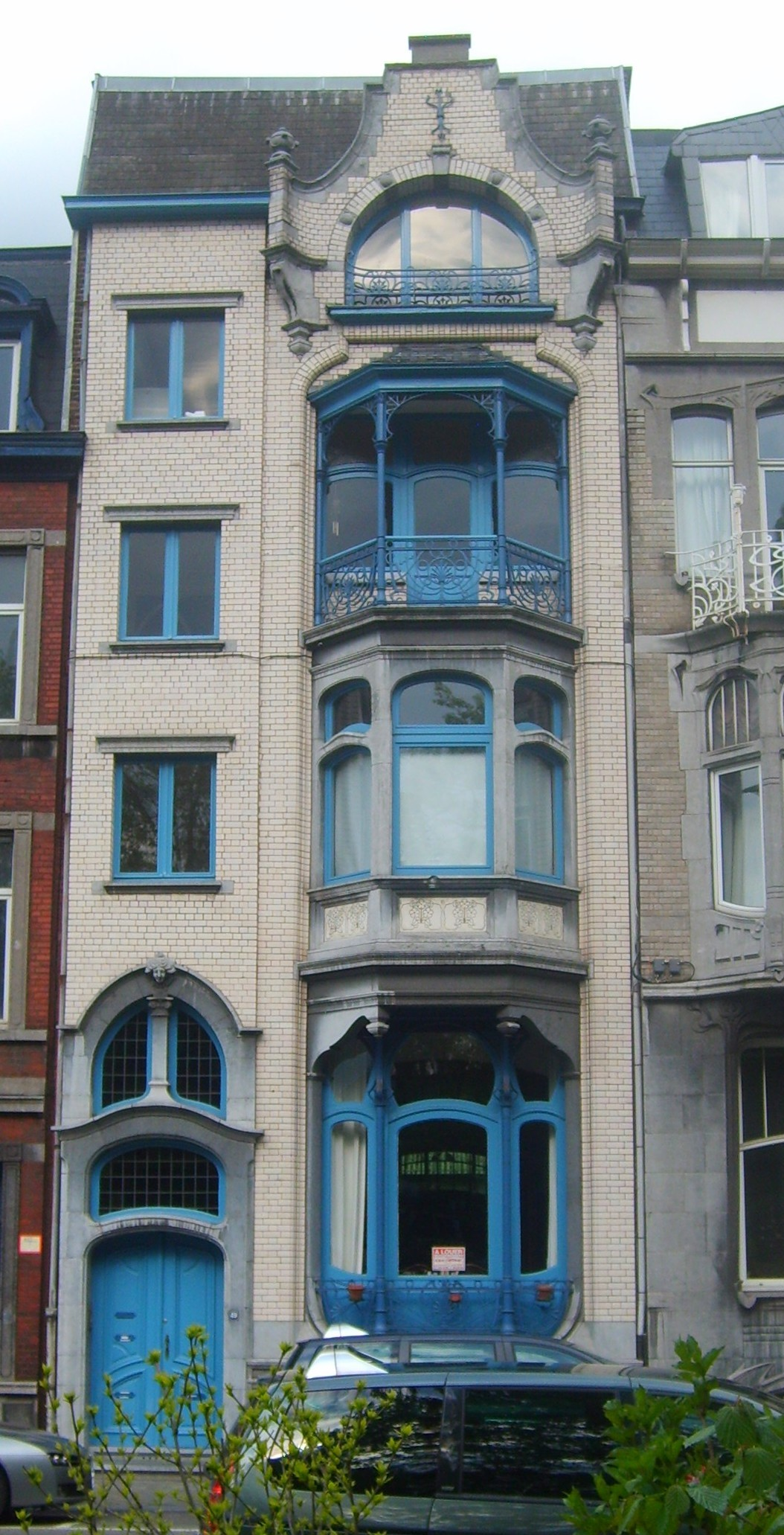
Maison Brasseur-Bodson

Trois immeubles de style Art nouveau ont été bâtis au début du XXe siècle :
- au no 49, se trouve la maison Brasseur-Bodson réalisée en 1906/1907 par l'architecte Gustave Charlier[1],
- au no 51[2],
- au no 55 (Maison Bottin)[3].

Un immeuble de style Art déco se situe au no 63.
La résidence du Parc,imposant immeuble situé à l'angle de la rue du Parc et de la rue Renoz a été construit en 1937 par l'architecte Camille Damman dans un style moderniste teinté d'Art déco (voir Place d'Italie).

## Activités et loisirs
Le parc de la Boverie et le musée de La Boverie.
Le palais des congrès a été construit entre 1956 et 1958 par le groupe d'architectes l'Équerre.
L'ancien hôtel Holiday Inn puis Alliance a été rénové et s'appelle Van der Valk Congrès Hôtel Liège depuis sa réouverture en juillet 2018.

## Rues adjacentes
- Pont Albert Ier
- Place d'Italie
- Tunnel sous la Dérivation
- Rue Renoz
- Place du Parc
- Pont des Vennes